# ترس و لرز (فیلم)
«ترس و لرز» (انگلیسی: Fear and Trembling (film)) یک فیلم به کارگردانی آلن کورنو است که در سال ۲۰۰۳ منتشر شد. از بازیگران آن می‌توان به سیلوی تستود اشاره کرد.این فیلم که در ژانر درام، کمدی و فانتزی است در رابطه با دختری بلژیکی است که بعد از شروع به کار در یک شرکت ژاپنی با چالش های تفاوت فرهنگی و اجتماعی شدیدی روبرو می شود.